# Mimodrama
Ein Mimodrama oder Mimodram (aus Mime und Drama) ist ein Drama, das ohne Worte und nur mithilfe der Mimik, also pantomimisch aufgeführt wird. Dabei kann es sich auch um Werke mit musikalischer Begleitung oder musikalische Werke wie Opern handeln.
Der Begriff Mimodrama geht zurück auf Kunstreiter-Auftritte in dem von den Gebrüdern Laurent Franconi (1776–1849) und Henri Franconi (Minette; 1779–1849) gegründeten Cirque Olympique in Paris. Die Zirkusdarsteller erhielten die Erlaubnis, neben den Reiter-Auftritten und einzelnen komischen Szenen auch längere Stücke aufzuführen, in denen auch gesprochen, getanzt und gesungen wurde. Jules Janin bezeichnete die Aufführungen als „Cavallerie-Drama“. Die Form wurde auch bald von anderen Stätten übernommen, zum Beispiel von Astley’s Amphitheatre in London, vom Theater an der Wien, vom Königlichen Schauspielhaus Berlin und von weiteren Theatern in Deutschland.
Marcel Marceau gründete 1978 in Paris die École Internationale de Mimodrame, in der Pantomime, mime corporel dramatique, Schauspiel, Klassischer Tanz und Fechten gelehrt wurden. 1993 bildete er die „Nouvelle Compagnie de Mimodrame“.